# Gendun Drup
Gendun Drup (Gyalwa Gendun Drubpa)(chino: 根敦珠巴, tibetano:དྒེ་འདུན་འགྲུབ་, wylie:Dge-‘dun ‘Grub, pinyin tibetano=Gêdün Chub), (1391-1474), primer dalái lama. Su nombre de nacimiento fue Pema Dorje (wylie:Pad-ma Rdo-rje) y fue discípulo de Tsongkhapa.

## Biografía
Nació en un establo en una tribu nómada. La noche del día de su nacimiento unos bandidos atacaron el campamento donde se encontraba y todos salieron huyendo dejando al bebé entre unos arbustos. Dicen que al día siguiente, un cuervo lo protegía del ataque de otras aves de rapiña y que el cuervo sería Mahakala, la forma airada de Avalokiteshvara, el Buda de la Compasión.
Hizo sus estudios primarios de lectura y escritura tibetana con Gya-Ton Tsenda Pa-La, y luego, a la edad de catorce años, tomó sus votos de novicio con Khenchen Drupa Sherab, abad del monasterio de Narthang, quien le dio el nombre religioso de Guedun Drupa. Posteriormente, en el año 1411, tomó los votos Gelong (ordenación plena) de manos del abad.
llegó a ser uno de los más estimados escolásticos de su país a mitad de su vida.
Algunos de sus textos más importantes son:
- Sol en la senda a la libertad, comentario en Abhidharma-kosha.

- Pulverizar las fuerzas del mal, poema épico sobre la vida y obras de Siddhartha Gautama.

- Canto de la montaña nevada del este, poema dedicado a Je Tsongkhapa.

- Oda a la venerable Khadiravani Tārā, homenaje a la diosa Tārā.

- Uno de sus traductores más famosos fue Glenn Mullin.